# ریدا جانسون یانگ
ریدا جانسون یانگ (انگلیسی: Rida Johnson Young؛ ‏ ۲۸ فوریهٔ ۱۸۷۵ – ۸ مهٔ ۱۹۲۶) نمایشنامه‌نویس، ترانه‌سرا، نویسنده و بازیگر اهل ایالات متحده آمریکا بود.
از فیلم‌هایی که وی در آن‌ها نقش داشته‌است، می‌توان به ماریتای بدجنس و برنده بخت‌آزمایی اشاره نمود.